# قبلاً شما را جایی دیده‌ام
قبلاً شما را در جایی دیده‌ام (به هندی: Aapko Pehle Bhi Kahin Dekha Hai) و (به انگلیسی: I have seen you somewhere before) فیلمی هندی محصول سال ۲۰۰۳ و به کارگردانی آنوبهاو سینها است. در این فیلم بازیگرانی همچون پریانشو چاترجی، ساکشی شیواناند، اوم پوری، ناونیت نیشان و مانوج پاهوا ایفای نقش کرده‌اند.